# 愛山街道
愛山街道是浙江省湖州市吳興區的一個下轄街道，地處湖州市中央，東起人民路，西至104國道，南以市河為界，北至龍溪港，總面積約3.2平方公里，轄區8個社區居委會，總人口24,263人，共8,057戶。

## 沿革
- 解放初：轄區西部為倉石鎮，東部屬愛山鎮。「愛山」之名，取自境內古跡「愛山台」，據《湖州府志》記載：「愛山台在府治內西北隅，宋郡丞汪泰亨所創，取東坡『尚愛此山看不足』之句名之。」
- 1951年：5月建制為第三鎮。
- 1954年：改稱第三街道。
- 1970年：改稱紅旗街道。
- 1971年：復名第三街道。
- 1981年：全市地名普查中，更名愛山街道。

## 行政區劃
愛山街道下轄8個社區（2012年）：
- 紅豐西村社區、上下塘社區、右營基社區、衣裳街社區；
- 獅子巷社區、友誼（新村）社區、利民社區、安定書院社區。

## 名街
轄區內有街路6條，巷弄70條。

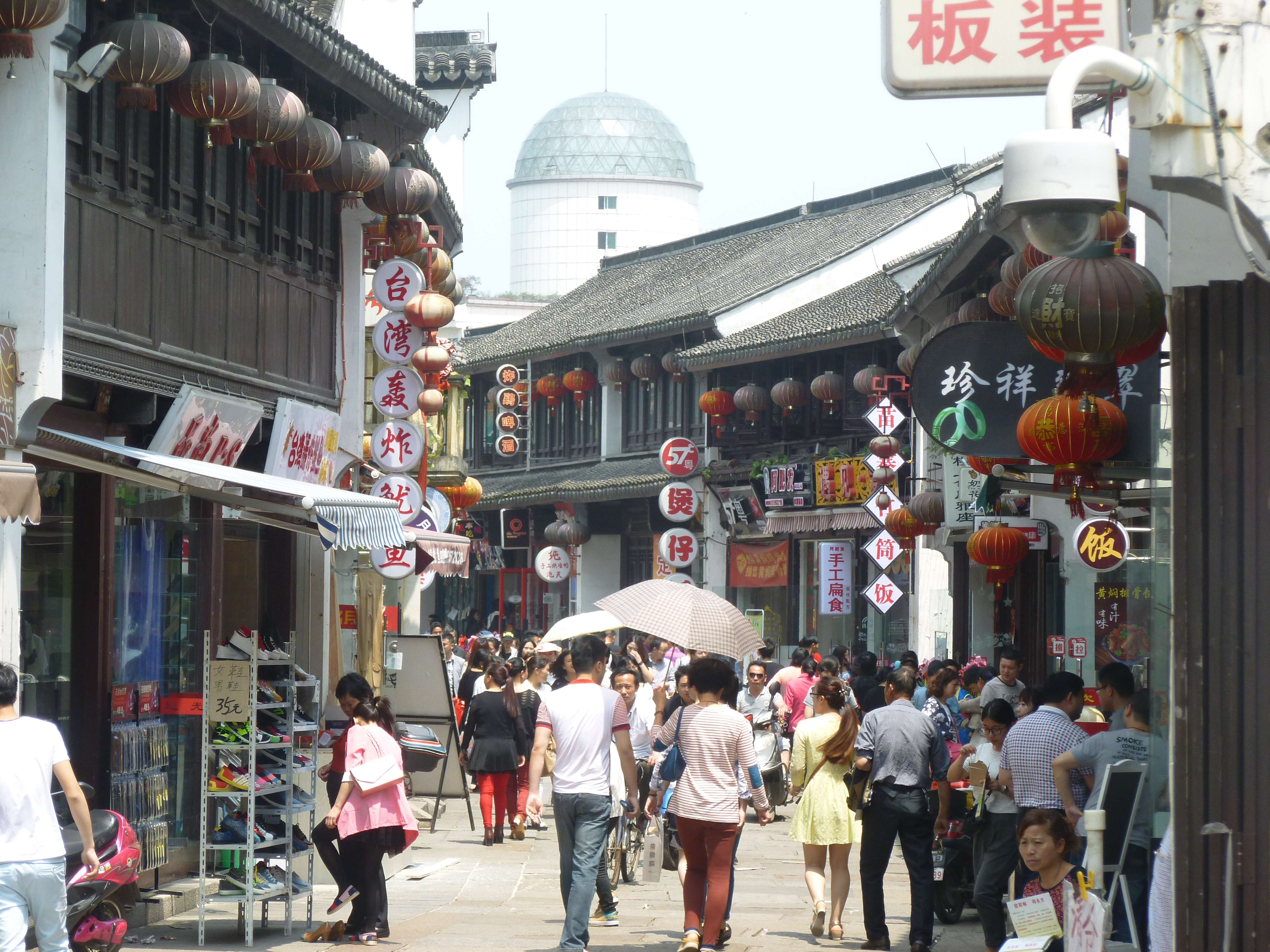
衣裳街歷史文化街區

愛山街道在抗戰前即是湖州商業繁華區。辛亥革命廢除府制，將湖州府治舊址辟為商業區，於中縱軸線上建成志成路，橫軸線上修築同岑路。戲院、商店、茶樓、酒肆集中於此。原府治後花園改為湖州第一座公園。公園內有韻海樓、愛山台等古跡。公園于解放後經過多次修葺，現有四季不謝之花，終歲常青之木。
紅旗路橫貫境內中部，是湖州主要的街路之一。西起紅豐路，東達駱駝橋北堍，北接人民路，東北連北街。全長1,777米，寬24.5米。此路於1958年在原彩鳳坊、黃沙路、法院街、學前灘四條狹小道路的基礎上拆除南側舊屋拓建而成。
勞動路在1958年填平古運糧河建成，全長1,700米，寬18米，縱貫湖州西側。
衣裳街是另一條商業繁盛之道路，西南起自儀鳳橋，向東北環行至紅旗路相交，直通與志成路相接。現已在改造當中。

## 商旅
- 衣裳街
- 小西街
- 鐵佛寺
- 韻海樓
- 鈕氏狀元廳
- 愛山廣場（項王城、子城城牆、愛山台、韻海樓、愛山書院、錢業會館）

## 外部連結
- 愛山街道官方網站[永久]